# Halichoeres bicolor
Halichoeres bicolor (Bloch & Schneider, 1801) è un pesce di acqua salata appartenente alla famiglia Labridae.

## Distribuzione e habitat
Proviene dalle barriere coralline dell'oceano Pacifico e dell'oceano Indiano; il suo areale si estende dalla Malaysia allo Sri Lanka. È una specie tipica delle zone ricche di vegetazione acquatica, spesso con fondali ricchi di detriti, fangosi o sabbiosi, che si trovano poco all'esterno delle barriere. Può essere trovato tra i 3 e i 20 m di profondità; è una specie costiera.

## Descrizione
Presenta un corpo simile alle altre specie del genere Halichoeres, cioè allungato, leggermente compresso lateralmente e con la testa dal profilo appuntito. La lunghezza massima registrata è di 12 cm.
Gli esemplari giovani hanno il dorso marrone-giallastro; a metà del corpo è presente una striscia nera orizzontale, che parte dalla bocca e termina sul peduncolo caudale. Il ventre è bianco, le pinne giallastre, eccetto una macchia nera sulla pinna dorsale. La pinna caudale ha il margine arrotondato.
Gli adulti hanno il ventre bianco e il dorso grigio, separati da una linea rossa scura bordata di azzurro. Sulla pinna dorsale è sempre presente una macchia, le pinne sono pallide.

## Biologia

### Comportamento
Nuota in banchi solitamente composti da pochi esemplari. A volte può essere solitario.

### Riproduzione
È oviparo e la fecondazione è esterna. Non ci sono cure nei confronti delle uova.

## Conservazione
Questa specie viene classificata come "a rischio minimo" (LC) dalla lista rossa IUCN perché questa specie potrebbe essere minacciata dal degrado del suo habitat e delle acque costiere, ma è abbastanza comune.